# Cheiloprion labiatus
Cheiloprion labiatus är en fiskart som först beskrevs av Day, 1877.  Cheiloprion labiatus ingår i släktet Cheiloprion och familjen Pomacentridae. Inga underarter finns listade i Catalogue of Life.